# 伊藤修

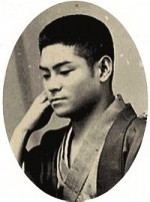

伊藤 修（いとう おさむ、1855年（安政2年）-1920年（大正9年））は日本の弁護士。東京法学社（現・法政大学）の創立者の一人。

## 略歴
1855年（安政2年）、豊後国杵築藩士の子として生まれる。1877年（明治10年）に代言人試験に合格し、法学塾の「法律学舎」を開いていた元田直の下で幹事を務め、訴訟業務に従事する。
しかし1880年（明治13年）に元田と袂を分かち、同年4月金丸鉄、薩埵正邦らとともに神田区駿河台北甲賀町で東京法学社を設立する。同年12月、東京法学社が神田錦町に移転したころに元田との関係を修復する。その後も代言人業を続けたことはわかっているが詳細は不明である。
1920年（大正9年）に死去。墓は大分県杵築市の養徳寺にある。

## 法政大学創立者顕彰碑
1993年（平成5年）4月、東京法学社の創立に関わった伊藤修と金丸鉄（いずれも杵築藩出身）の功績を称えるため、大分県杵築市の城山公園に法政大学創立者顕彰碑が建てられた。